# Iberê Camargo
Iberê Camargo (Restinga Seca, 18 novembre 1914 - Porto Alegre, 9 août 1994) est un peintre, graveur et professeur brésilien.

## Biographie
Bien qu'Iberê ait étudié avec des figures représentatives de divers courants esthétiques, on ne peut pas dire qu'il ait rejoint l'un d'entre eux. Ses œuvres sont présentes et toujours représentées dans les grandes expositions du monde entier, telles que les biennales de São Paulo et Venise. Il est considéré comme une référence de l'art brésilien.

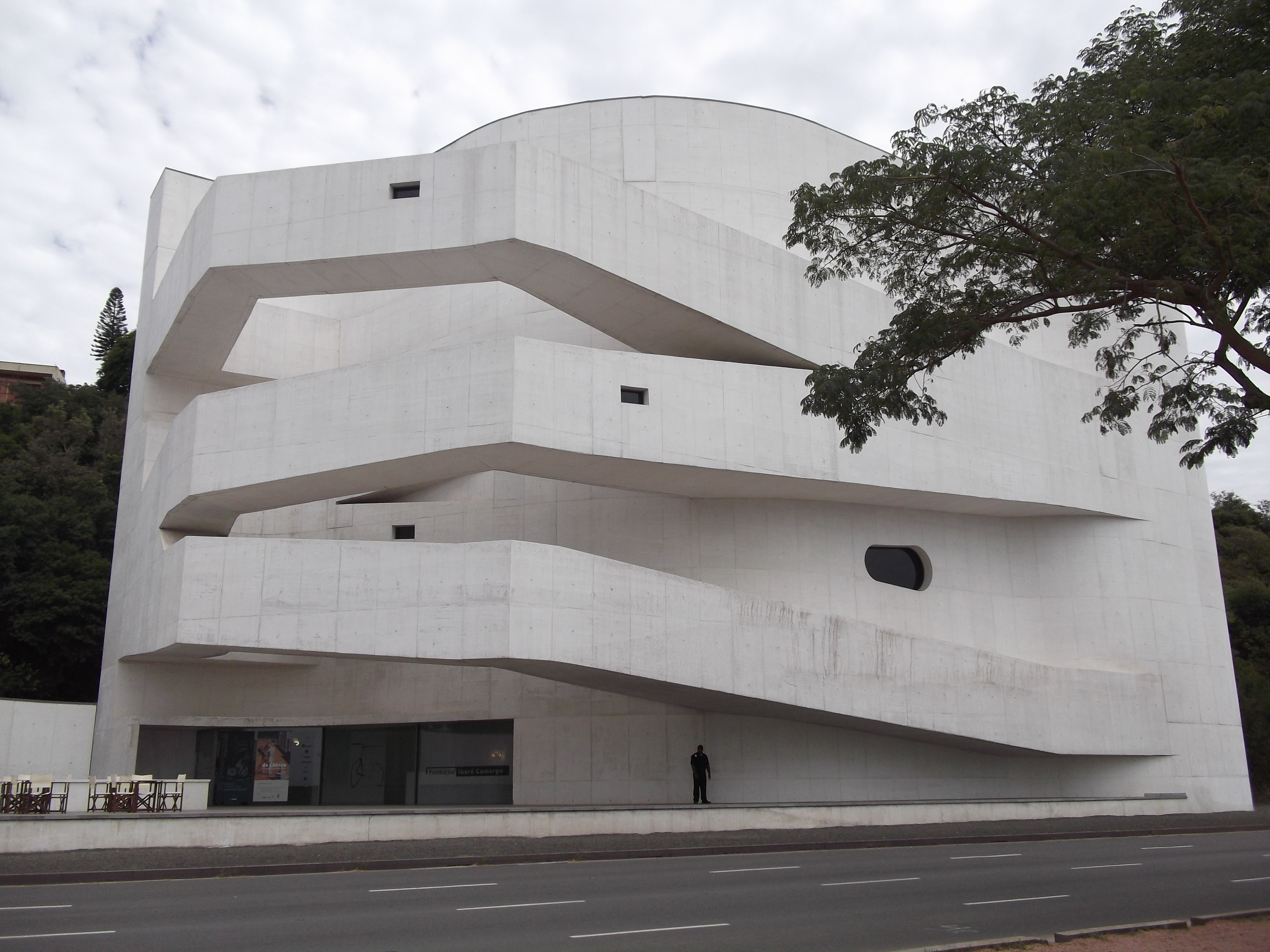
Fondation Iberê Camargo

## Meurtre
Le 5 décembre 1980, lors d'une bagarre sur la Rua Sorocaba, à Rio de Janeiro, Iberê, alors âgé de 66 ans, abat avec son révolver un ingénieur de 32 ans, Sérgio Alexandre Esteves Areal. Arrêté sur le fait, il est détenu pendant 28 jours dans la prison de la police militaire. Alléguant la légitime défense, il est acquitté le 30 janvier 1981, un verdict qui est confirmé le 2 juin 1982.
Après confirmation de l'acquittement, secoué par les événements, il s'installe à Porto Alegre. L'analyse des œuvres produites par la suite indique que l'événement l'a profondément affecté, rendant ses compositions plus figuratives, dans des tons plus sombres.